# オスギリアス
オスギリアス（Osgiliath）は、J・R・R・トールキンの小説『指輪物語』に出てくる都市の名前で、シンダール語で「星々の砦」の意。大河アンドゥインの両岸に跨る形で建設され、建設以来長らくゴンドールの首都であった。

## 概要
ヌーメノールの没落を逃れ、中つ国にゴンドール・アルノール両王国を興したエレンディル、およびその息子であるイシルドゥアとアナーリオンによって第二紀の終わりに建設された。

モルドールとの境界にほど近いミナス・イシルと白の山脈の東端に位置するミナス・アノールの間、アンドゥインの両岸に位置し、第三紀の1640年に都がミナス・アノールに遷されるまで、ゴンドールの首都が置かれていた。

## 衰退と遷都、放棄
第二十六代・テレムナール王の時代、東方からの疫病が都を覆い、王および王の子全員を含む大多数の市民が命を落とした。この人口減少および国土の疲弊に伴い、継続的に行われてきたモルドールの監視がなおざりになる。

テレムナールの後を継いだタロンドール王（テレムナールの甥）は、人口が急減し早くも廃墟と化しつつあったオスギリアスからミナス・アノールへと王宮を移し、以降オスギリアスは首都機能を喪失することとなる。

2002年、指輪の幽鬼に率いられたモルドールの軍勢によりミナス・イシルが奪われると、オスギリアスは東からの脅威に直接晒されるようになる。

2475年、執政デネソール１世の時代にモルドールから来襲したウルクによりオスギリアスは陥落する。街はデネソールの息子ボロミアによって奪回されたものの、大河を跨ぐ石橋は破壊され、完全に廃墟となったオスギリアスはこれ以降無人の地となった。

## 指輪戦争
指輪戦争の間（第三紀3018年 - 3019年）、オスギリアスは多くのゴンドールの街同様、ゴンドールとモルドールとの戦いの舞台となった。

3018年、モルドール軍はまずオスギリアス東岸を、のちゴンドールの守備隊を制圧して西岸を陥とし、全市を勢力下に置いた。これにより、サウロンの軍勢は首都ミナス・ティリスおよびその城下に広がるペレンノール野へと軍を進めることが可能となった。